# Term Sheet
Unter einem Term Sheet (übersetzt etwa „Eckdatenpapier“) versteht man in der angelsächsischen Vertragspraxis ein Diskussions- und Arbeitspapier, das die Kernpunkte der zwischen den Vertragsparteien ausgehandelten Vertragsbestandteile beinhaltet und verbindliche Grundlage für die Formulierung des späteren Vertrags bildet.

## Allgemeines
Die deutsche Vertragspraxis hat das Term Sheet und seine Funktionen aus dem angelsächsischen Rechtskreis übernommen, ohne dass es zu einer allgemein anerkannten Übersetzung dieses Anglizismus oder einer Beschreibung seines Verbindlichkeitsgrades gekommen ist. Es gibt daher keine Legaldefinition. Da es problematisch ist, internationale Gepflogenheiten ohne weiteres zu übernehmen, sollte im Term Sheet der Grad seiner Verbindlichkeit klargestellt werden. Dieser schwankt nämlich zwischen einer bloßen Absichtserklärung („weicher“ Letter of Intent) und einem rechtlich bindenden Vorvertrag. Ganz unverbindlich wird ein Term Sheet allerdings selten sein, denn die hierin oft enthaltenen Geheimhaltungs- und Exklusivitätsklauseln unterliegen einer zumindest einseitigen Erfüllungspflicht.

## Verwendungsgebiete
Ein Term Sheet wird immer dann erforderlich, wenn es um komplexe Vertragswerke, umstrittene Vertragsklauseln oder langwierige Verhandlungen geht. Dann zirkuliert es zwischen den Vertragsparteien und deren Rechtsvertretern, wird nach dem jeweils erreichten Verhandlungsstand aktualisiert und in der Regel von den Vertragsparteien unterzeichnet. Die Endfassung mündet in einen dann abzuschließenden Vertrag oder wird durch die Vertragsparteien als Vertrag deklariert. Das Term Sheet wird insbesondere bei komplexen Unternehmenskäufen und Venture Capital-Transaktionen verwendet, am häufigsten kommt es im Bankwesen bei Syndizierungen und Kreditderivaten vor. Die alltägliche Venture Capital-Finanzierungspraxis zeigt, dass Term Sheet, Beteiligungsvertrag und Gesellschaftervereinbarung in die Verhandlungen eingebracht werden und im Rahmen langwieriger Verhandlungen diskutiert, abgeändert und neugefasst werden. In einem Term Sheet können auch bloße Rahmenbedingungen definiert werden, die später in eine vertragliche Vereinbarung einfließen. Die Geltung umfassender typischer Vertragsklauseln (insbesondere Rechtswahl, Geheimhaltungs- und Exklusivitätsklauseln, Cross-Default-Klausel) wird hierin nur stichwortartig verabredet; deren Ausformulierung wird dem „First Draft“ (erster Entwurf) des Vertrags überlassen. Ausführlich im Term Sheet enthalten sind indes die individuellen Besonderheiten und die umstrittenen Teile der geplanten Transaktion („terms and conditions“). Die im Term Sheet enthaltenen Angaben brauchen zwar nicht abschließend zu sein, sind aber als Grundlage für die spätere Vertragsdokumentation maßgebend.

## Rechtsfolgen
Die Verbindlichkeit des Term Sheets hängt vom Willen der Vertragsparteien ab. Wenn es eine bloße Absichtserklärung sein soll, wird dies durch eine Klausel wie „Dieses Term Sheet ist ausschließlich für Diskussionszwecke gedacht, es stellt kein Angebot und auch keine Verpflichtung jedweder Art dar“ klargestellt. Wenn sein Inhalt jedoch bereits verpflichtenden Charakter haben soll, muss dies im Term Sheet festgelegt werden. Trotz der weitgehenden Unverbindlichkeit gehört es zu den Gepflogenheiten der Praxis, sich an die Bestimmungen eines gemeinsam erarbeiteten Term Sheets zu halten und während der weiteren Zusammenarbeit nicht grundlos oder wesentlich davon abzuweichen. Verbindlich sind die Vereinbarungen zur Vertraulichkeit der Zusammenarbeit und der ausgetauschten Informationen (Non-Disclosure Agreement) und die Exklusivität der Verhandlungen.
Das Term Sheet wird häufig ohne Beteiligung von Juristen verfasst, wobei auf der Grundlage ausländischer Rechtsanwendung Klauseln oder Vorgehensweisen vereinbart werden, die nach deutschem Recht nicht oder nicht in der vorgesehenen Form umsetzbar sind.
- Es werden englische Begriffe verwendet, über deren Inhalt und Rechtsfolgen nach deutschem Recht die Parteien falsche oder unterschiedliche Vorstellungen hegen;
- es werden Regelungen übersehen oder vergessen, die für die Umsetzung des Willens notwendig sind oder sinnvoll erscheinen;
- es gibt fehlerhafte Vorstellungen über die Rechtsnatur und die Verbindlichkeit eines Term Sheets.

Deshalb ist bei Term Sheets mit Auslandsberührung die Anwendung von Rechtswahlklauseln unumgänglich. Kommt es zum Rechtsstreit über Inhalt und Verbindlichkeitsgrad eines Term Sheets, sind deutsche Gerichte zur Auslegung des Erklärungsinhalts aufgrund der Auslegungsregeln (§ 133 und § 157 BGB) verpflichtet. Dabei ist zu ermitteln, ob lediglich eine Absichtserklärung abgegeben wurde oder eine Bindung gewollt war. Nach der Auslegungsregel des § 154 Abs. 1 Satz 2 BGB (Punktation) ist im Zweifel anzunehmen, dass ein Vertrag nicht geschlossen ist, solange nicht die Parteien sich über alle Punkte des Vertrages geeinigt haben, über die nach der Erklärung auch nur einer Partei eine Vereinbarung getroffen werden soll. Das trifft auf die Aufzeichnung einzelner Punkte eines Vertrags zu, über die Einigung besteht. Bindungswirkung entsteht jedenfalls solange nicht, bis über den ganzen Vertrag eine Einigung erzielt wurde.
Nach allgemeiner Auffassung schafft ein Term Sheet, auch wenn sich hieraus keine Verpflichtung zum Vertragsabschluss ergibt, ein vorvertragliches Schuldverhältnis nach § 241 Abs. 2, § 311 BGB. Zu den Verhaltenspflichten gehören insbesondere, den Abschluss eines Vertrages zu fördern, den Vertragspartner vor Schäden aus der Verhandlung zu bewahren und ihm richtige und vollständige Informationen über die Umstände zu erteilen, die für seine Willensbildung erkennbar von Bedeutung sind. Werden diese Pflichten verletzt, entsteht eine Haftung aus vorvertraglichem Verschulden nach § 311 Abs. 2 Nr. 2, § 280 Abs. 1 BGB („culpa in contrahendo“), insbesondere wenn die Verhandlungen grundlos abgebrochen werden.

## Nutzen
Ein richtig verwendetes und rechtssicheres Term Sheet bietet den Beteiligten eine gewisse Transaktionssicherheit, bevor für die ausführliche Due Diligence sowie die abschließende Vertragsverhandlung und -dokumentation weitere Kosten anfallen. Es reflektiert den aktuellen Verhandlungsstatus und dient damit als Beweis selbst für ehemals umstrittene Verhandlungspositionen. Ein Term Sheet leitet Vertragsverhandlungen in eng abgesteckte Bahnen und legt den aktuellen Verhandlungsstand zumeist unwiderruflich fest. Denn von den Kernpunkten des Term Sheet darf im „First Draft“ nicht erheblich abgewichen werden. Es weist rechtlich darauf hin, dass es noch der Umsetzung in einen noch abzuschließenden bindenden Vertrag bedarf.